# Église Saint-Martin de Nocé
L'église Saint-Martin est une église catholique située à Nocé, en France.

## Localisation
L'église est située dans le département français de l'Orne dans la commune de Nocé.

## Historique
L'édifice est bâti au XIIe siècle noin loin du château de Nocé et fait l'objet de travaux importants au XVIe siècle, avec deux chapelles seigneuriales et la tour-clocher en 1520.
L'église est pillée en 1561 par les Protestants et abandonnée pendant 200 ans.
Au XVIIIe siècle le cimetière l'entourant est déplacé.
Elle subit des avaries également pendant la Révolution française.
L'église est remeublée au XIXe siècle, sous le Second Empire.
L'édifice sauf la sacristie est inscrit au titre des monuments historiques le 26 septembre 1997.

## Architecture et mobilier
L'église est bâtie en calcaire et en grison.
L'église possède un retable du XVIIIe siècle.